# Ana de Tirol
Ana de Tirol, também conhecida como Ana de Áustria-Tirol (em alemão:  Anna von Österreich-Tirol; Innsbruck, 4 de outubro de 1585 — Viena, 14 de dezembro de 1618) foi arquiduquesa da Áustria por nascimento e imperatriz do Sacro Império Romano-Germânico e rainha consorte da Germânia, Boêmia e Hungria como esposa de Matias de Habsburgo.

## Família
Ana era filha mais nova de Fernando II, Arquiduque da Áustria e de Ana Catarina Gonzaga. Seus avós paternos eram o imperador Fernando I do Sacro Império Romano-Germânico e Ana da Boêmia e Hungria. Seus avós maternos eram Guilherme Gonzaga, duque de Mântua e Monferrato e Leonor da Áustria, que era irmã do arquiduque Fernando II. Portanto, o imperador Fernando I e a imperatriz Ana eram, simultaneamente, avós paternos e bisavós maternos de Ana.
Teve três irmãs mais velhas: Marta, Ana Leonor e Maria, uma freira. De meio-irmãos, frutos do primeiro casamento de seu pai com Philippine Welser, teve quatro: o marquês André de Burgau, bispo de Constança e Brixen; Carlos, Marquês de Burgau, Filipe e Maria.

## Biografia
Aos 26 anos da idade, Ana casou-se com o imperador Matias, de 54 anos, em 4 de dezembro de 1611. Ele era filho do imperador Maximiliano II e de Maria da Áustria. Maximiliano era irmão do pai de Ana, fazendo do casal, primos.
Com a intenção de construir uma cripta para si e seu marido, em 1617, eles fundaram a Igreja dos Capuchinhos, em Viena. Quando morreu um ano depois, em 14 de dezembro de 1618, a rainha foi enterrada na Cripta Imperial de Viena.
Porém, ao longo de sete anos de união conjugal, o casal real não teve filhos.